# خبازة غربية
خبازة غربية (الاسم العلمي:Malva occidentalis ) هي نوع نباتي يتبع جنس الخبازة من الفصيلة الخبازية.  